# Cabôco Mamadô
Cabôco Mamadô é um personagem caricatural do quadrinista Henfil, protagonista de um cemitério de mortos-vivos em que eram enterrados os adversários intelectuais e morais de Henfil, acusados por ele de colaborarem com a ditadura militar.
O Cabôco Mamadô foi lançado na edição 129 do jornal O Pasquim, na última semana de dezembro de 1971. À época causou polêmica por enterrar personalidades como Carlos Drummond de Andrade e Elis Regina.
O personagem é uma referência à folclórica entidade da umbanda e do catimbó chamada de "caboclo mamador", espírito de uma pessoa que morreu ainda criança, em idade de amamentação. Para fazer os trabalhos espirituais o médium tem que satisfazer o desejo do espírito, que é mamar nos seios das frequentadoras do terreiro. Os próprios umbandistas e catimbozeiros consideram que este argumento é apenas um pretexto para charlatões e vigaristas se aproveitarem e abusarem sexualmente de mulheres incautas.

Primeira aparição do Cabôco Mamadô no jornal O Pasquim, dezembro de 1971